# Dubbelsalt

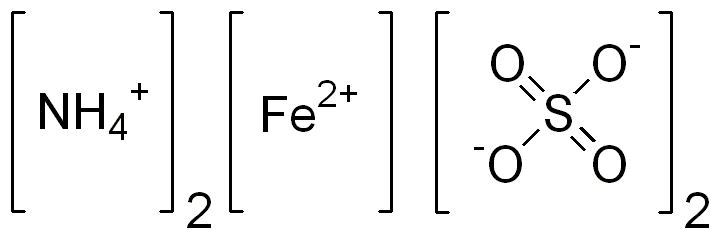
Mohrs salt är ett typiskt dubbelsalt.

Ett dubbelsalt är en jonförening som har mer än en sorts katjon eller anjon.
Exempel på dubbelsalt är alun (KAl(SO4)2) som har både kalium- (K+) och aluminium- (Al3+) joner bundna till sina sulfat (SO42–) joner.
Ett annat exempel är klorkalk (CaCl(ClO)) som har både klorid- (Cl–) och hypoklorit- (OCl–) joner bundna till samma kalcium (Ca2+) jon.
Alun har alltså dubbla, positivt laddade, katjoner medan klorkalk har dubbla, negativt laddade, anjoner. Jonföreningar som har flera joner av samma sort, som järn(III)sulfat (Fe2(SO4)3), är inte dubbelsalt.